# إدوارد إس. شابيرو
إدوارد إس. شابيرو (بالإنجليزية: Edward S. Shapiro)‏ هو مؤرخ أمريكي، ولد في 14 يناير 1938.